# Arminacea
Arminacea è un sottordine di molluschi nudibranchi.

## Descrizione
Rinofori semplici, generalmente non retrattili. Fegato a due lobi, il destro più piccolo dell'altro.

## Tassonomia
- Euarminoidea
  - Heterodorididae
  - Doridomorphidae
  - Arminidae
  - Lemindidae
- Metarminoidea
  - Madrellidae
  - Dironidae
  - Zephyrinidae
  - Goniaeolididae
  - Charcotiidae
  - Heroidae